# Presto (Musik)
Presto (italienisch presto, deutsch ‚schnell‘, französisch vite) ist eine musikalische Vortragsbezeichnung, die ein schnelles bis sehr schnelles Tempo vorschreibt. Presto gehört mit vivacissimo zu den schnellsten musikalischen Tempi überhaupt und wird nur gelegentlich noch durch den Superlativ Prestissimo (z. B. in einigen Werken Beethovens), „äußerst schnell“, zu steigern versucht. Ein typisches, in Presto komponiertes Stück ist Aram Chatschaturjans Säbeltanz.